# Bireta xanthophila
Bireta xanthophila är en fjärilsart som beskrevs av Francis Walker 1865.
Bireta xanthophila ingår i släktet Bireta och familjen tandspinnare. Inga underarter finns listade i Catalogue of Life.